# Parafia św. Anny w Korzeniowie
Parafia św. Anny w Korzeniowie – parafia rzymskokatolicka, znajdująca się w diecezji tarnowskiej, w dekanacie Pustków-Osiedle.